# Cotopaxi (province)
Le Cotopaxi est une province de l'Équateur créée le 1er avril 1851.

## Géographie
Cette province est située au cœur de la Cordillère, au centre de l'Équateur. Elle couvre une superficie de 6 108 km2. Elle est délimitée au nord par la province de Pichincha, à l'est par la province de Napo, au sud-est par la province de Tungurahua, au sud par la province de Bolívar et à l'ouest par les provinces de Los Ríos et de Santo Domingo de los Tsáchilas. Sa capitale est Latacunga. Elle abrite le volcan Cotopaxi.

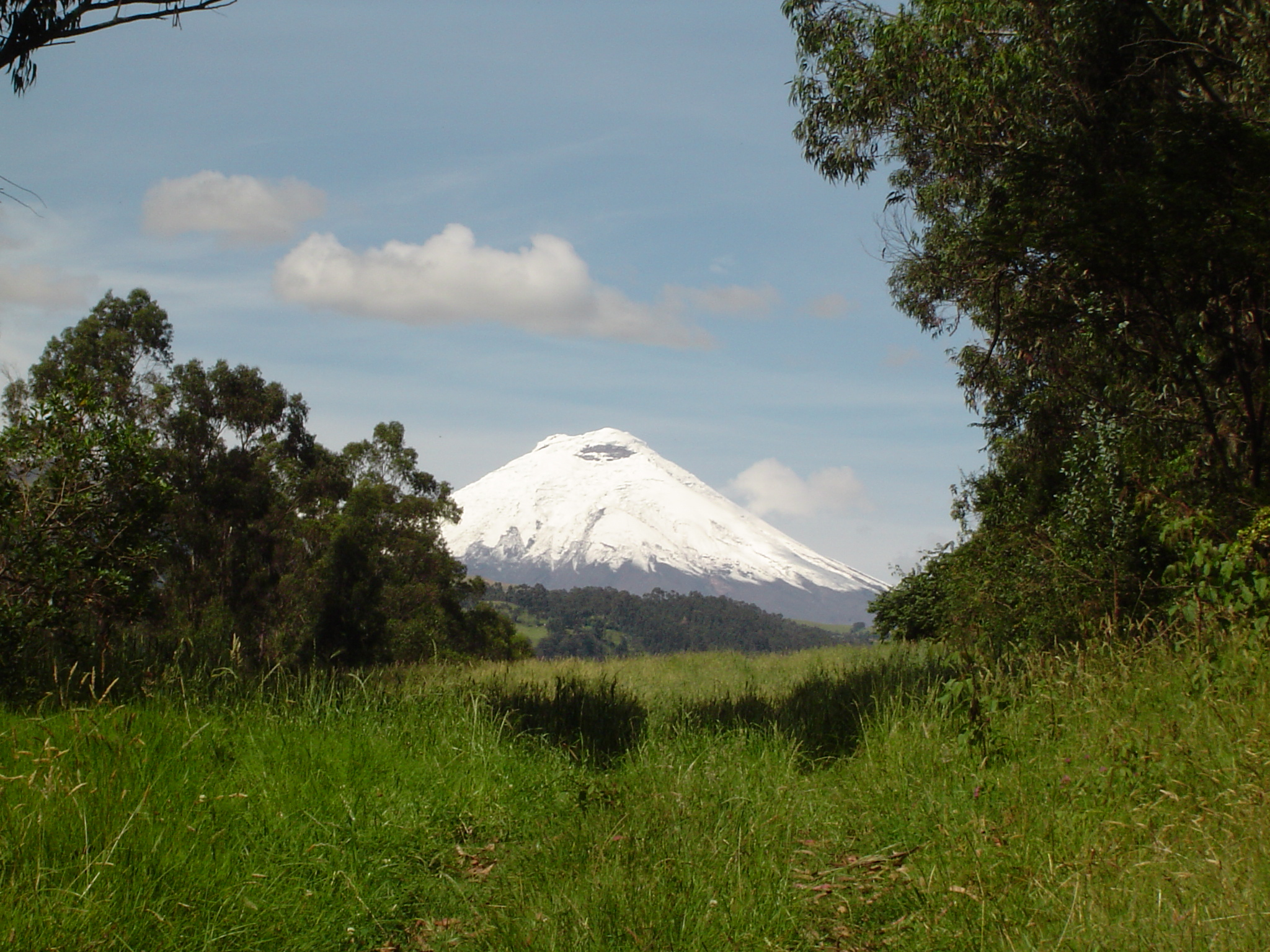
Equateur - Cotopaxi

### Découpage territorial
La province est divisée en sept cantons :

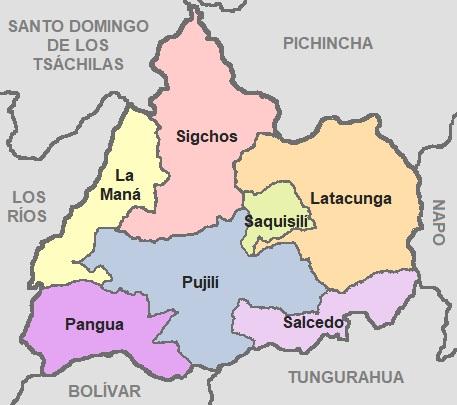
Cantons de Cotopaxi.

| Canton    | Superficie (km2) | Population (2010) | Densité (hab./km2) | Chef-lieu  |
| --------- | ---------------- | ----------------- | ------------------ | ---------- |
| La Maná   | 655              | 42 216            | 64,5               | La Maná    |
| Latacunga | 1 385            | 170 489           | 123,1              | Latacunga  |
| Pangua    | 722              | 21 965            | 30,4               | El Corazón |
| Pujilí    | 1 301            | 69 055            | 53,1               | Pujilí     |
| Salcedo   | 485              | 58 216            | 120                | Salcedo    |
| Saquisilí | 205              | 25 320            | 123,5              | Saquisilí  |
| Sigchos   | 1 352            | 21 944            | 16,2               | Sigchos    |